# Turritella decipiens
Turritella decipiens is een slakkensoort uit de familie van de Turritellidae. De wetenschappelijke naam van de soort is voor het eerst geldig gepubliceerd in 1878 door Monterosato.